# Ахманово
Ахма́ново (рос. Ахманово, башк. Ахман) — село у складі Бакалинського району Башкортостану, Росія. Адміністративний центр Ахмановської сільської ради.
Населення — 476 осіб (2010; 525 у 2002).
Національний склад:
- чуваші — 38 %
- татари — 34 %

Школу в селі закінчили діяч партизанського руху в Україні та Словаччині Мурзін Даян Баянович та уродженець села і письменник Асанбаєв Нажиб.